# Скопски църковно-народен събор
Скопският църковно-народен събор се провежда през Страстната седмица, 9 – 16 април 1346 г., до Великден, във Виргинския манастир.
Църковно-народният събор имал няколко задачи, предвид завоеванията на крал Стефан Душан на юг в Романия, т.е. във византийските предели по време на бушуващата гражданска война във Византия (1341 – 1347):
1. издигане в сан на дотогавашната сръбска печка архиепископия – в патриаршия, с цел да се извърши царска коронация на Стефан Душан, съпругата му Елена Срацимир и сина им Стефан Урош V;
2. коронясването за цар, царица и крал на владетелското семейство, което е допустимо само от патриарх на независима автокефална църква – патриаршия;
3. легитимиране de jure на териториалните и поселищни завоевания от Ромейската империя на Балканския полуостров, които са осъществени de facto от Стефан Душан и неговите предци – кралете Стефан Дечански и Стефан Милутин. В този смисъл един цар по силата на ойкуменето не се нуждае от каквато ѝ да е санкция от Константинопол;
4. възможността царят да раздава владетелските титли деспот и севастократор на властелата си.

Установяването на пълна държавна независимост, с отричане върховната власт на източния римски император, естествено, изисквало и пълна църковна независимост от вселенския патриарх. Това е основната причина за свикания събор, символно в бившата българска самуилова столица – Скопие. Цар без партиарх било светотатствено за светогледа през XIV век. В този смисъл се имал пред събора примерът на Търновското царство. Легитимацията на събора била от три православни автономни субекти – търновският патриарх със синода; охридския архиепископ с висшето духовенство и протата, игумените и старците от Света гора (последните щедро обдарени предходно от Стефан Душан).
Моментът за свикването на събора не бил избран случайно – властта в Константинопол по това време издъхвала в лицето на малолетния император Йоан V Палеолог и оределия регентски съвет съставен само от императрицата-майка Анна Савойска и патриарх Йоан XIV Калека.
Съборът бил уважен и от други международни субекти – Дубровник изпратил на събора и за коронацията трима нарочни видни представители с голяма свита и богати дарове. Дванадесет години след събора с коронацията, Дубровник на 18 февруари 1358 г. по силата на Задарския договор се сдобива и за владенията си с независимост със статут на свободна Дубровнишка република. Преди събора, с писмо от 3 март 1346 г. Стефан Душан е поздравен за начинанието си от Венецианската република. За спомен от събора бил учреден от Душан военния орден „Св. Стефан“, чието предназначение било да се дава за заслуги по каузата на събора.
След събора до началото на 1348 г., когато начело на империята е вече Йоан VI Кантакузин, но при върлуваща черна смърт, Душановото царство завоювало всички владения на Ромейската империя на запад от Христопол (Кавала), каквато и била цената на първото предложение на Стефан Душан, за да подкрепи претендента за император Йоан Кантакузин през 1342 г. – направено публично от Душан на Кантакузин именно в Скопие.
Новият константинополски патриарх Калист I Константинополски отказва да признае събора за легитимен и налага със синода схизма над Печката църква. Схизмата е вдигната през 1375 г. от патриарх Филотей I Кокин със синода, когато предстоятел на Печката църква е Ефрем Печки, и с посредничеството на Никодим Тисмански и Исая Серски.